# Incubus (film, 1981)
Pour les articles homonymes, voir Incubus.
Incubus (The Incubus) est un film canadien réalisé par John Hough, sorti en 1982.

## Synopsis
L’histoire se passe dans la petite communauté de Galen. Sam Cordell, un médecin, et le shérif Hank Walden doivent brusquement faire face à une série de viols étranges au cours desquels toutes les femmes sont mortes d’un traumatisme violent subi au cours des attaques. Un jeune garçon (McIntosh) fait des cauchemars où il voit ces attaques et craint de pouvoir être sans le vouloir responsable de ces morts. Mais l’horrible vérité est qu'un incube, un démon sexuel, s’en prend aux femmes et est en train de rôder dans la ville.

## Fiche technique
- Titre : Incubus
- Titre original : The Incubus
- Réalisation : John Hough
- Scénario : George Franklin, d'après le roman éponyme de Ray Russell
- Production : Marc Boyman et John M. Eckert
- Musique : Stanley Myers
- Photographie : Albert J. Dunk
- Montage : George Appleby
- Pays d'origine : Canada
- Format : Couleurs - 1,85:1 - Mono - 35 mm
- Genre : Horreur
- Durée : 93 minutes
- Date de sortie : 24 février 1982
- Film interdit aux moins de 12 ans

## Distribution
- John Cassavetes (VF : Jacques Thébault) : Dr. Sam Cordell
- John Ireland (VF : Georges Atlas) : Hank Walden
- Kerrie Keane (VF : Annie Balestra) : Laura Kincaid
- Erin Noble (VF : Catherine Lafond) : Jenny Cordell
- Helen Hughes : Agatha Galen
- Duncan McIntosh (VF : Patrick Poivey) : Tim Galen
- Harvey Atkin (VF : Roger Lumont) : Joe Prescott
- Harry Ditson (VF : Jean-Louis Maury) : Le lieutenant Drivas
- Mitch Martin : Mandy Pullman
- Matt Birman (VF : Marc François) : Roy Seeley
- Brian Young (VF : Vincent Violette) : Charlie Prescott
- Jennifer Leak (VF : Janine Forney) : Deena, l'infirmière